# Newbold Verdon
Pour les articles homonymes, voir Newbold.
Newbold Verdon est un village et une paroisse civile du comté de Leicestershire en Angleterre.

## Histoire
À l'origine Newbold Verdon était une zone agricole qui a grandi en taille dans les années 1850 avec l'expansion des mines de charbon dans la région. Cette industrie a maintenant cessé laissant Newbold Verdon à l'état de village de banlieue.

## Démographie
Lors d'un recensement en 2001, la population est évaluée à 3 193 citoyens.

## Personnalités
- Il s'agit du lieu de naissance du criminel Colin Pitchfork.